# Heinz Walczak
Heinz Walczak ist ein ehemaliger deutscher Radrennfahrer und nationaler Meister im Radsport.

## Sportliche Laufbahn
Walczak war Straßenradsportler, er begann mit dem Radsport im Verein RV Iduna 1910 Berlin. 1982 gewann er die nationale Meisterschaft im Mannschaftszeitfahren mit seinem Verein BRC Schüler Derby Berlin mit Roland Weissinger, Joachim Schlaphoff und Rolf Gölz. 1983 verteidigte der BRC Schüler Derby Berlin mit Walczak, Michael Marx, Joachim Schlaphoff und Rolf Gölz den Titel. In der Niedersachsen-Rundfahrt 1982 holte er einen Etappensieg.